# Олефировка (Кременчугский район)
Олефировка (укр. Олефірівка) — село, Гориславский сельский совет, Кременчугский район, Полтавская область, Украина.
Код КОАТУУ — 5322480808. Население по переписи составляло 91 человек.

## Географическое положение
Село Олефировка находится на правом берегу реки Сухой Кагамлык, выше по течению на расстоянии в 0,5 км расположено село Гориславцы, ниже по течению на расстоянии в 0,5 км расположено село Новая Знаменка. Река в этом месте пересыхает, на ней сделана запруда. Рядом проходит автомобильная дорога Т-1716.
Расстояние до районного центра:Кременчуг : (14 км.), до областного центра:Полтава (97 км.), до столицы:Киев (251 км.), до аэропортов:Полтава (86 км.)

## История
Есть на карте 1826-1840 годов как Альферовка.
В 1862 году в деревне владельческой Алиферовка было 8 дворов где жило 68 человек.
В 1911 году в деревне Олефировка жило 303 человека.